# Tuberculum jugulare ossis occipitalis
A tuberculum jugulare ossis occipitalis a nyakszirtcsont (os occipitale) felső részének a külső területén található. Ezen megy át a canalis hypoglossus és néha egy ferde barázdában kereszteződik a nervus vagus (X. agyideg ami a bolygóideg) a nervus accessorius (XI. agyideg ami a járulékos agyideg) és a nervus glossopharyngeus (IX. agyideg ami a nyelv-garat ideg) (Pontos kép nem áll rendelkezésre).